# Legierungsherstellung
Unter der Legierungsherstellung versteht der Goldschmied das Legieren eines reinen Edelmetalls (Feinmetall) mit Zusatzstoffen. Er legiert z. B., um die Farbe des Goldes zu verändern, den Schmelzpunkt, die Duktilität und Härte zu beeinflussen und um flexibel in der Preisgestaltung seiner fertigen Schmuckstücke zu sein.
Bei der Legierungsherstellung unterscheidet der Goldschmied zwischen dem Legierungsgewicht, welches die Masse der fertigen Legierung darstellt und dem Feingewicht, welches die Masse des tatsächlichen Feinmetalls angibt. Bekannte Feingehalte von Goldschmuck sind 999/1000, 750/1000, 585/1000 und 333/1000. Demnach enthält beispielsweise ein Kilogramm 585/1000 Gelbgold 585 g Feingold und 415 g Zusatzstoffe. Die Zusatzstoffe bestehen aus Silber, Kupfer, Nickel, Zink oder Zinn zu verschiedenen Anteilen. In einem Schmelztiegel werden die verschiedenen Metalle miteinander verschmolzen, in eine erhitzte Gussform gegossen und das Gussstück weiterverarbeitet.